# Frank Wieneke
Frank Wieneke (ur. 31 stycznia 1962 w Hanowerze) – niemiecki judoka, dwukrotny medalista olimpijski.
Reprezentował barwy RFN. Walczył w kategorii do 78 kilogramów. Największe sukcesy odnosił na igrzyskach olimpijskich. W Los Angeles w 1984 triumfował, cztery lata później przegrał w finale przez ippon z Waldemarem Legieniem. Był medalistą mistrzostw Europy (złoto w 1986), regularnie zdobywał tytuły mistrza RFN. Jest trenerem niemieckiej kadry, a także Ole Bischofa, mistrza olimpijskiego z Pekinu. Startował w Pucharze Świata w 1991 roku.

## Starty olimpijskie (medale)
Los Angeles 1984
- kategoria do 78 kg –  złoto

Seul 1988
- kategoria do 78 kg –  srebro